# 4407 Taihaku
A 4407 Taihaku (ideiglenes jelöléssel 1988 TF1) a Naprendszer kisbolygóövében található aszteroida. Koishikawa Masahiro fedezte fel 1988. október 13-án.